# Ibrahim Youssef Al-Doy
Ibrahim Youssef Al-Doy ou ابراهيم يوسف الدوي (né le 22 janvier 1945 à Muharraq) est un ancien arbitre de football bahreïnien.

## Carrière
Il a officié dans des compétitions majeures :
- Coupe du monde de football de 1982 (1 match : Hongrie-El Salvador 10-1).